# 1243 Pamela
1243 Pamela är en asteroid i huvudbältet som upptäcktes den 7 maj 1932 av den sydafrikanske astronomen Cyril V. Jackson. Asteroidens preliminära beteckning var 1932 JE. Asteroiden fick senare namn efter upptäckarens dotter.
Pamelas senaste periheliepassage skedde den 31 juli 2020. Dess rotationstid har beräknats till 26,02 timmar